# Dorcadion regulare
Dorcadion regulare là một loài bọ cánh cứng trong họ Cerambycidae.